# Euchaetogyne roederi
Euchaetogyne roederi är en tvåvingeart som först beskrevs av Samuel Wendell Williston  1893.  Euchaetogyne roederi ingår i släktet Euchaetogyne och familjen parasitflugor. Inga underarter finns listade i Catalogue of Life.